# Aequsomatus
Aequsomatus är ett släkte av spindeldjur som beskrevs av Smith- Meyer och Edward A. Ueckermann 1995. Aequsomatus ingår i familjen Eriophyidae.
Släktet innehåller bara arten Aequsomatus annulatus.